# محمد بن جاسم بن محمد آل ثاني
محمد بن جاسم بن محمد آل ثاني (17 كانون الثاني 1881 – 8 نيسان 1971) هو ابن الشيخ جاسم بن محمد آل ثاني . وكان للشيخ محمد 18 أخًا وأختًا، وكان ترتيبه السابع بين أبناء والده.[بحاجة لمصدر]

## الحياة المُبكرة
الشيخ محمد بن جاسم محمد آل ثاني وُلد عام 1881 في الدوحة، عاصمة دولة قطر الحديثة. حكم لمدة 10 أشهر ثم تنازل عن الحكم لأخيه الشيخ عبدالله بن جاسم آل ثاني. عينه إخوته أميرًا لمدينة الدوحة حتى وفاته عام 1971. قامت الشيخة موزة بنت ناصر المسند بتجديد منزلها فيما يسمى الآن بأرض الدوحة، أما منزل الشيخ محمد بن جاسم فهو الآن مفتوح للجمهور.[بحاجة لمصدر]

## الأطفال
زوجة الشيخ محمد بن جاسم آل ثاني هي الشيخة عائشة بنت أحمد آل ثاني، ابنة عمه الأولى. كانت والدة الشيخ جاسم والشيخ عبدالله والشيخ أحمد، وكان للشيخ محمد إجمالي 27 ابنًا وبنتًا كالآتي: 12 ابنًا و15 ابنة. وكانت زوجته الأخيرة الشيخة صفية الكعبي معروفة بحبها الشديد وكانت معروفة بأنها رئيسة كل زوجاته الأحياء.[بحاجة لمصدر]
هذه القائمة مرتبة تنازليا حسب أعمارهم، من الابن الأكبر إلى الأصغر. والشيء نفسه ينطبق على البنات.
1. الشيخ جاسم بن محمد بن جاسم بن محمد آل ثاني
2. الشيخ أحمد بن محمد بن جاسم بن محمد آل ثاني
3. الشيخ عبدالله بن محمد بن جاسم بن محمد آل ثاني
4. الشيخ ثامر بن محمد بن جاسم آل ثاني
5. الشيخ غانم بن محمد آل ثاني
6. الشيخ ثاني بن محمد آل ثاني
7. الشيخ عبدالرحمن بن محمد آل ثاني
8. الشيخ خالد بن محمد آل ثاني
9. الشيخ خليفة بن محمد آل ثاني
10. الشيخ منصور بن محمد آل ثاني
11. الشيخ فالح بن محمد آل ثاني
12. الشيخ جبر بن محمد آل ثاني
13. الشيخة فاطمة بنت محمد آل ثاني، متزوجة من الشيخ حسن بن عبد الله بن جاسم آل ثاني، ابن عمها الأول
14. الشيخة سارة بنت محمد آل ثاني، متزوجة من الشيخ حمد بن عبدالله بن جاسم آل ثاني ، ابن عمها الأول
15. الشيخة لولوة بنت محمد آل ثاني، متزوجة من الشيخ غانم بن عبدالرحمن بن جاسم آل ثاني، ابن عمها الأول
16. الشيخة حصة بنت محمد آل ثاني، متزوجة من الشيخ خالد بن عبد الرحمن بن جاسم آل ثاني، ابن عمها الأول
17. الشيخة شيخة بنت محمد آل ثاني، متزوجة من الشيخ سعود بن ثاني بن جاسم آل ثاني، ابن عمها الأول
18. الشيخة نورة بنت محمد آل ثاني، متزوجة من الشيخ أحمد بن ثاني بن جاسم آل ثاني، ابن عمها الأول
19. الشيخة شريفة بنت محمد آل ثاني
20. الشيخة مريم بنت محمد آل ثاني
21. الشيخة موزة بنت محمد آل ثاني
22. الشيخة سارة بنت محمد آل ثاني
23. الشيخة روضة بنت محمد آل ثاني
24. الشيخة حمدة بنت محمد آل ثاني
25. الشيخة علياء بنت محمد آل ثاني
26. الشيخة صيدة بنت محمد آل ثاني